# Ștefan Pongrácz
Ștefan Pongrácz (n. ca. 1583, Vințu de Jos, Principatul Transilvaniei - d. 7 septembrie 1619, Cașovia) a fost unul din cei trei martiri iezuiți uciși la Cașovia, în contextul disputelor confesionale din secolul al XVII-lea, din timpul Războiului de Treizeci de Ani.
A fost canonizat în 2 iulie 1995 de papa Ioan Paul al II-lea.
Este sărbătorit pe 7 septembrie, ziua martiriului său.

## Biografie
Născut în familia nobiliară maghiară Pongrácz la Vințu de Jos, Ștefan și-a făcut studiile la Cluj, în Transilvania, înainte de a intra în Compania lui Isus. A urmat cursul de filosofie la Praga (1605-1608) și, după un an de studii suplimentare la Ljubljana (Slovenia), a fost profesor la colegiul din Klagenfurt, în Austria (1609-1611). Trei ani de studii de teologie la Universitatea din Graz (1612-1615), în Stiria (Austria) l-au pregătit pentru preoție. În 1615 a fost hirotonit preot la Graz.
Pongracz a fost mai întâi director al colegiului și predicator la Homonna (astăzi Humenné, în Slovacia), unde, la cererea guvernatorului de Kassa (actualul Košice), András Dóczy, a servit drept păstor al micii comunități catolice din acest oraș cu largă majoritate calvină. Această regiune, situată în partea orientală a Imperiului Habsburgic, era instabilă și teatru al unor conflicte interetnice și religioase (între calviniști și catolici). 
Făcându-și exercițiile spirituale împreună cu Marko Krizin (sau Križevčanin), un preot croat, în iulie 1619, Pongracz se afla într-un sat din apropiere de Saros când a aflat că, sub pretextul unei răzvrătiri a catolicilor la Košice, armata calvinistă a lui Gábor Bethlen, principe al Transilvaniei, comitea exacțiuni. Împreună cu însoțitorul său croat și un alt iezuit, Melchior Grodziecki, s-a întors, în mare grabă, la Košice, pentru a-i susține pe catolici. 
Cei trei preoți au fost arestați la 3 septembrie 1619. Lăsați fără apă și fără hrană mai multe zile, ei au fost torturați în mod sălbatic. S-a încercat să-i facă să renunțe la „religia tiranilor” (credința catolică a Habsburgilor). Melchior Grodziecki și Marko Križevčanin au murit la 7 septembrie. Ștefan Pongrácz le-a supraviețuit vreo douăzeci de ore. În urma rănilor suferite, a murit la 8 septembrie.

## Venerare
La aflarea morții celor trei preoți, chiar și protestanții din Košice au fost șocați: preoții, cunoscuți pentru gentilețea lor, nu meritau acest tratament barbar. Vestea martirajului lor s-a răspândit rapid în toată țara. Cedând numeroaselor cereri venite de peste tot, principele Gabor Bethlen a acceptat să le fie acordată o înmormântare demnă. Cardinalul Petrus Pázmány (care, cu câțiva ani înainte, îl hirotonise preot pe Marko Križevčanin) a deschis o anchetă canonică. Ea s-a încheiat printr-o petiție făcută oficial, adresată papei Urban al VIII-lea, cerând ca venerarea publică a martirilor să fie autorizată.
La 1 noiembrie 1904 papa Pius al X-lea i-a beatificat pe Ștefan Pongrácz, Melchior Grodziecki și Marko Križevčanin. Cei trei au fost canonizați la 2 iulie 1995, în timpul vizitei pe care papa Ioan Paul al II-lea a făcut-o la Košice. Sunt comemorați la 7 septembrie.